# Kareem Jackson
(en) Statistiques sur pro-football-reference
Kareem Jackson (né le 10 avril 1988 à Moroni) est un joueur américain de football américain d'origine comorienne. Il joue actuellement avec les Broncos de Denver.

## Lycée
Jackson joue pour la Westside High School et la Fork Union Military Academy. Pour cette dernière, il joue comme cornerback et running back. À Westside, lors de sa dernière saison, il fait seize tacles et trois interceptions.

## Carrière

### Université
En 2007, Jackson débute douze des treize matchs de la saison pour l'université de l'Alabama. Il se classe second au niveau des interceptions de l'équipe et quatrième au niveau des passes stoppées. Il effectue aussi soixante-six tacles. Il est sélectionné dans la seconde équipe de la saison All-America pour les freshman (étudiant de deuxième année).
Il fait quarante-quatre tacles en 2008 ainsi que dix passes déviées et une interception. Pour sa dernière saison universitaire, il débute tous les matchs de la saison et termine la saison avec quarante-neuf tacles, une interception et treize passes déviées. Le 15 janvier 2010, il annonce qu'il ne fait pas sa dernière année universitaire (senior) et s'inscrit sur la liste des joueurs pour le draft de la NFL.

### Professionnel
Kareem Jackson est sélectionné au premier tour du draft de la NFL de 2010 par les Texans de Houston au vingtième choix. Le 30 juillet 2010, il signe un contrat de cinq ans avec les Texans d'une valeur de 13,1 millions de dollars. Pour sa première saison en professionnel (rookie), il est titulaire à tous les matchs de la saison comme cornerback, effectuant deux interceptions, dix passes stoppées, un fumble et cinquante-huit tacles.